# Scano di Montiferro
Scano di Montiferro là một đô thị ở tỉnh Oristano trong vùng Sardinia, có khoảng cách khoảng 120 km về phía tây bắc của Cagliari và cách khoảng 35 km về phía bắc của Oristano. Tại thời điểm ngày 31 tháng 12 năm 2004, đô thị này có dân số 1.690 người và diện tích là 60,5 km².
Scano di Montiferro giáp các đô thị: Borore, Cuglieri, Flussio, Macomer, Sagama, Santu Lussurgiu, Sennariolo, Sindia.